# 行動化

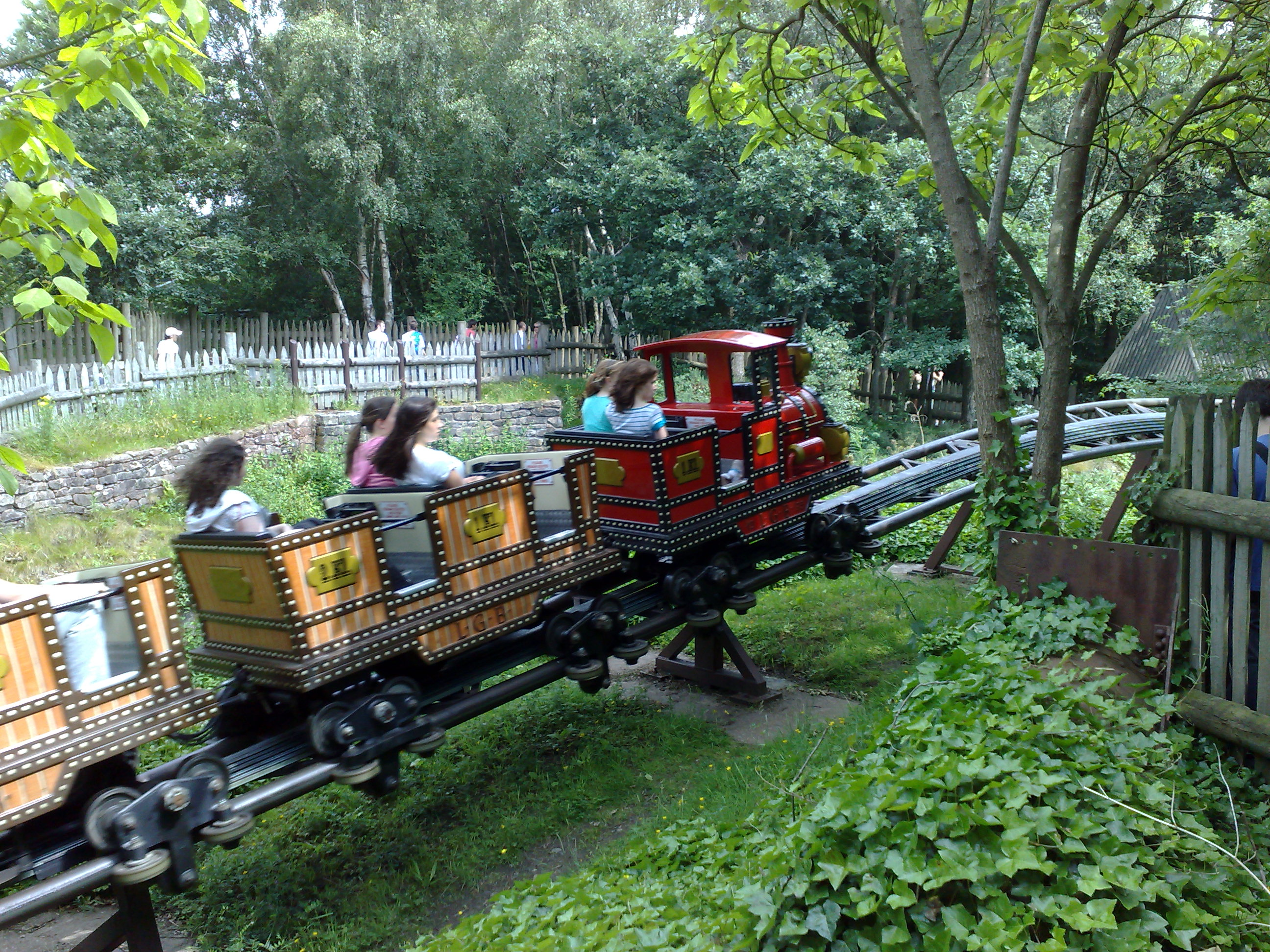
セルフコントロールを失うことは暴走列車に例えられる

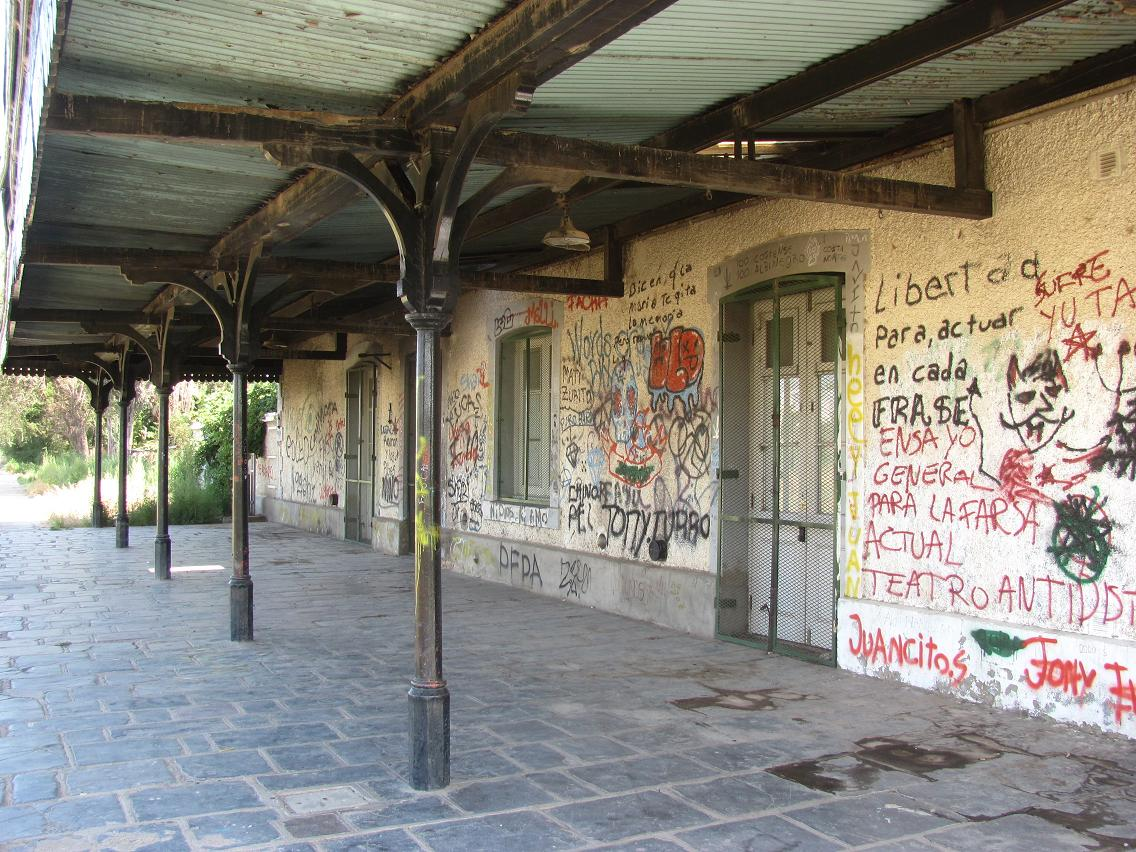
ヴァンダリズム

心理学における行動化（こうどうか、Acting out）とは、防衛機制とセルフコントロールに関連して用いられる用語であり、その衝動を受け止めたり管理するのではなく、実際に行動に移してしまうこと。その行動はたいてい反社会的行動とされるものであり、嗜癖（アディクション）としての衝動であったり（たとえば飲酒、薬物、買い物など）、周囲の注目を引くもの（たとえば癇癪や無差別的行動）であったりする。
一般的には、それで実行される行動は自己や他者にとって破壊的なものであり、それはそういった感情に対してのより建設的な反応方法の発達を阻害しうる。この用語は、性依存症治療、心理療法、犯罪学、育児の分野で用いられている。

## 代替となる行為
痛みを伴う感情は、それを行動化するよりも、人に話すこと、表現療法、心理劇、マインドフルネスなどといったより有用な表現方法が存在しうる。コンフリクトを安全かつ建設的に表現する能力を身につけることは、衝動管理、自己啓発、セルフケアの重要な要素である。

## 解釈

### 嗜癖において
行動嗜癖や薬物嗜癖の患者においては、行動化はコントロールできているという幻想を与えてくれるものである。

### 犯罪学において
犯罪学者らは少年の非行というものは、それは行動化であるのか、それとも社会化の過程に関わるより広い問題を反映したものかという点を議論に挙げている

## さらに読む
- Franz Alexander, 'The Neurotic Character' International Journal of Psychoanalysis XI 1930